# Itararé
Itararé ist eine Stadt im brasilianischen Bundesstaat São Paulo. Sie hatte im Jahr 2018 schätzungsweise 50.360 Einwohner.

## Geographie
Itararé erstreckt sich über 1005,8 km² auf einer Höhe von 740 m und ist ca. 340 km von São Paulo entfernt.

## Geschichte
Der Name Itararé leitet sich von der Tupi-Sprache ab.
1963 gründeten vom Kloster Oberschönenfeld entsandte Zisterzienserinnen hier ein Kloster.

## Wirtschaft
Die Region gilt als Zentrum der Papierindustrie.

## Söhne und Töchter
- Marcos Guilherme (* 1995), Fußballspieler
- Mário Antônio da Silva (* 1966), katholischer Geistlicher, Erzbischof von Cuiabá